# EpOs-Music
Der Verlag epOs-Music publiziert musikwissenschaftliche Dissertationen, Habilitationen, Kongressbände.
Im Normalfall werden alle Bücher nicht nur gedruckt (Print-Version), sondern auch in elektronischer Form (PDF-Datei auf CD-ROM) und als Online-Version im Open Access angeboten. Die Versionen entsprechen sich 1:1 und sind daher zitatfähig.
Das verwendete Datenbanksystem ermöglicht ein „Blättern“ und eine Suche. Die Seiten können einzeln gedruckt werden. Multimediale Inhalte wie Audio-Beispiele, musikalische Fußnoten und Videosequenzen sind als CD/DVD-Beilage sowie im Internet über integrierte Links abrufbar.

## Schwerpunkte
Die Schwerpunkte des Verlages sind:
- Systematische Musikwissenschaft, Musiktechnologie, Musikinformatik
- Musikpädagogik, Musiksoziologie, Musikpsychologie
- Musik- und Medienästhetik, Medienmusik
- Historische Musikwissenschaft, Musikkulturen

Außerdem werden auf der Webseite Beispiele aus der Literatur zum Thema Musik und eine musikspezifische Zitatensammlung gezeigt.

## Geschichte
Der Musikverlag epOs-Music ist eine Einrichtung der Forschungsstelle Musik- und Medientechnologie (FMT) an der Universität Osnabrück. Rechtsträger des Verlages ist die Universität Osnabrück.
1993 wurden im Fach Musik/Musikwissenschaft (heute: Institut für Musikwissenschaft und Musikpädagogik) an der Universität Osnabrück musikwissenschaftliche Beiträge im Internet publiziert. Die Planungen zur Gründung eines elektronischen Musikverlags begannen 1998. An die wissenschaftliche Öffentlichkeit wandte sich epOs-Music im Jahr 2001.
Der epOs-Verlag wird geleitet von dem Gründer Bernd Enders und Michael Oehler.

## Publikationen (Auswahl)
- Arne Till Bense: Musik und Virtualität. Digitale Virtualität im Kontext computerbasierter Musikproduktion. Osnabrück: epOs-Music 2013, ISBN 978-3-940255-44-0.
- Rolf Berger: Die Kompositionsstile von John Lennon und Paul McCartney. Osnabrück: epOs-Music 2006, ISBN 978-3-923486-81-6.
- Nils Dittbrenner: Soundchip-Musik. Osnabrück: epOs-Music 2007, ISBN 978-3-923486-94-6.
- Bernd Enders, Joachim Stange-Elbe (Hrsg.): Global Village – Global Brain – Global Music. KlangArt-Kongreß Neue Musiktechnologie 1999. Osnabrück: epOs-Music 2003, ISBN 978-3-923486-41-0.
- Bernd Enders, Martin Gieseking (Hrsg.): Digital & Multimedia Publishing. Osnabrück: epOs-Music 2006, ISBN 978-3-940255-46-4.
- Bernd Enders, Joachim Stange-Elbe: Musik im virtuellen Raum = Musik und Neue Technologie 3. Vorträge und Berichte vom 4. internationalen KlangArt-Kongreß 1997. Osnabrück: epOs-Music 2012, ISBN 978-3-940255-14-3.
- Jobst Peter Fricke: Intonation und musikalisches Hören. epOs-Music 2000, ISBN 3-934005-64-0.
- Sabine Giesbrecht: Wege zur Emanzipation. epOs-Music 2017, ISBN 978-3-940255-72-3.
- Tilo Hähnel: Baroque Performance – A research study on characteristic parameters of 18th century music. Osnabrück: epOs-Music 2013, ISBN 978-3-940255-40-2.
- Dietrich Helms (Hrsg.): Musik in Konfrontation und Vermittlung. Osnabrück: epOs-Music 2020, ISBN 978-3-940255-84-6
- Werner Jauk: pop/music + medien/kunst. Osnabrück: epOs-Music 2009, ISBN 978-3-923486-17-5.
- Günter Kleinen: Chinesische Musik und der kulturelle Transfer auf der Seidenstraße. Osnabrück: epOs-Music 2011, mit Farbabbildungen im Online-Book, ISBN 978-3-940255-18-1.
- Guerino Mazzola, Thomas Noll, Emilio Lluis-Puebla: Perspectives in Mathematical and Computational Music Theory. Osnabrück: epOs-Music 2004, ISBN 978-3-923486-57-1.
- Matthias Sauer: Die Thereminvox. Osnabrück: epOs-Music 2008, ISBN 978-3-923486-96-0.
- Norbert Schläbitz: Die Turing-Galaxis. Zur Ästhetik digitaler Musik und zum diskreten Charme der Neuen Medien. Osnabrück: epOs-Music 2022, ISBN 978-3-940255-96-9.
- Ilka Siedenburg: Geschlechtstypisches Musiklernen. Osnabrück: epOs-Music 2009, ISBN 978-3-940255-01-3.
- Heiko Wandler: Technologie und Sound in der Pop- und Rockmusik. Osnabrück: epOs-Music 2012, ISBN 978-3-940255-26-6.
- Tobias Wollermann: Musik und Medium. Osnabrück: epOs-Music 2006, ISBN 978-3-923486-75-5.